# Вікнинська сільська рада (Гайворонський район)
| Вікнинська сільська рада — колишній орган місцевого самоврядування у Гайворонському районі Кіровоградської області з адміністративним центром у с. Вікнина. 05.02.1965 Указом Президії Верховної Ради Української РСР передано Вікнинська сільська рада Бершадського району Вінницької області до складу Гайворонського району Кіровоградської області. Сільській раді були підпорядковані населені пункти: - с. Вікнина |

## Склад ради
Рада складалася з 15 депутатів та голови.

### Керівний склад ради
| ПІБ                         | Основні відомості                                                 | Дата обрання | Дата звільнення |
| --------------------------- | ----------------------------------------------------------------- | ------------ | --------------- |
| Криворучко Олексій Іванович | Сільський голова, 1960 року народження, освіта, безпартійний      | 26.03.2006   | 31.10.2010      |
| Криворучко Олексій Іванович | Сільський голова, 1960 року народження, освіта вища, безпартійний | 31.10.2010   |                 |

Примітка: таблиця складена за даними джерела

## Населення
Згідно з переписом УРСР 1989 року чисельність наявного населення сільської ради становила 1000 осіб, з яких 439 чоловіків та 561 жінка.
За переписом населення України 2001 року в сільській раді мешкало 926 осіб.

### Мова
Розподіл населення за рідною мовою за даними перепису 2001 року:
| Мова       | Відсоток |
| ---------- | -------- |
| українська | 98,17 %  |
| російська  | 1,72 %   |
| болгарська | 0,11 %   |